# 格林伍德鎮區 (明尼蘇達州聖路易斯縣)
格林伍德鎮區（英語：Greenwood Township）是位於美國明尼蘇達州聖路易斯縣的一個行政鎮區。

## 地方資料
格林伍德鎮區的面積為238.86平方千米，當中陸地面積為150.76平方千米，而水域面積為88.10平方千米。根據2020年美國人口普查的數據，當地共有人口1041人，而人口密度為每平方千米4.36人。